# Kompetencje organizacji
Kompetencje organizacji (kompetencje przedsiębiorstwa) – posiadanie przez organizację (przedsiębiorstwo) możliwości takiego łączenia wiedzy eksperckiej, aby było możliwe zrealizowanie zamierzeń strategicznych. Kompetencje organizacji definiowane są również w ramach tzw. szkoły zasobowej. Wtedy kompetencje organizacji mogą zostać określone jako posiadanie przez przedsiębiorstwo umiejętności łączenia wiedzy i zasobów w celu realizacji zamierzeń strategicznych. Przykładem kompetencji posiadanych przez organizację może być model zarządzania, system kontroli, a przez przedsiębiorstwo system nadzoru produkcji.
 Dla przedsiębiorstw największe znaczenie ma posiadanie kluczowych kompetencji, czyli takich, które pozwalają realizować zamierzenia strategiczne przy zbudowaniu przewagi konkurencyjnej. Przykładem może tutaj być kompetencja Zeissa w zakresie produkcji szkieł optycznych. Kluczowa kompetencja jest tym cenniejsza dla organizacji, im bardziej organizacja jest w stanie ją obronić przed substytucją lub imitowaniem przez konkurencję.